# Nikolaï Matveïev
Ne doit pas être confondu avec Nikolaï Matveïev (peintre).
Nikolaï Petrovitch Matveïev (en russe Никола́й Петро́вич Матве́ев), né en 1865 à Hokkaido et mort en 1941 à Kobe, est un journaliste russe, écrivain, poète, traducteur du japonais, japonologue et ethnographe spécialiste de l'extrême-Orient. Il est également connu sous le nom Nikolaï Matveïev-Amourski (Никола́й Матве́ев-Аму́рский).

## Biographie
Nikolaï Petrovitch naît à Hakodate le 10 novembre 1865 (22 novembre dans le calendrier grégorien), ou le 8 novembre selon d'autres sources. Il est peut-être le premier européen à naître à Hokkaido. Sa mère, Fevronia, est une Kamtchadale. Son père, Piotr Matveïev, est aide-médecin dans une mission orthodoxe russe. Il était médecin naval et consulaire, et a précédemment servi dans l'Océan Pacifique et travaillé comme modeleur dans un chantier naval de Vladivostok.
Dans son enfance, la nourrice japonaise de Nikolaï s'enfuit avec lui de la maison familiale, pour montrer l'enfant russe à tous dans les villages environnants. Nikolaï Matveïev passera une partie importante de sa vie en Russie, mais aimera toujours le Japon, dont il connaîtra la langue à la perfection.
Quand son père meurt, la famille revient à Vladivostok. Nikolaï Matveïev suit deux ans les cours de l'école du personnel du port et a commence à travailler dans les ateliers de fonderie du port militaire. Il est principalement un autodidacte.
Il publie dans sa jeunesse des notes et des articles dans les journaux Le Messager de l'Est («Восточный Вестник»)», et Vladivostok («Владивосток») et dans d'autres publications d'Extrême-Orient et de Sibérie. Ses écrits sont signés de différents pseudonymes : Nikolaï Amourski, N. A., Le Crabe, N. E-ski, Le Pèlerin, Le Génie des profondeurs, etc.
Son premier recueil de poésie sort en 1901, et en 1904, l'éditeur russe Ivan Sytine fait paraître un ouvrage en prose de Nicolaï Matveïev, Les Récits de l'Oussourisk («Уссурийские рассказы»), dans lesquels il décrit avec une grande précision et sens de l'observation la vie et les coutumes du Primorie.
Nicolaï Matveïev possède une imprimerie à Vladivostok et son logement est fréquenté pas des écrivains, des artistes et des révolutionnaires comme Nikolaï Asseïev, David Bourliouk et d'autres.
Il est en 1906 le fondateur et le rédacteur en chef de la première revue illustrée de vulgarisation scientifique en Sibérie et en Extrême-Orient, Nature et populations d'Extrême-Orient («Природа и люди Дальнего Востока»). Dans celle-ci est publiée une série d'articles sur les activités de la Société d'étude du kraï de l'Amour (Общества изучения Амурского края, OIAK), à laquelle, ethnographe connu, il participe activement, et dont il a été secrétaire général et président exécutif par intérim. Y paraissent également un portrait de la Narodnitsa Lioudmila Volkenstein (ru)ou des œuvres de Maxime Gorki. La revue publie 27 numéros, après lesquels Nikolaï Matveïev est arrêté sur l'accusation de propagande sociale-démocrate. Il est condamné à un an et demi de prison et libéré en décembre 1907. Il cesse de travailler à la revue et devient correspondant du journal Contrées lointaines («Далёкая окраина»).
En 1910, Nikolaï Matveïev est nommé président de la commission du 50e anniversaire de Vladivostok. Il publie dans son imprimerie un Court essai historique sur la ville de Vladivostok («Краткий исторический очерк г. Владивостока»), premier livre sur l'histoire de la ville.
Nikolaï Matveïev a eu 12 enfants (15 selon d'autres sources) parmi lesquels le poète futuriste Venedikt Mart, ainsi que le poète et écrivain Nikolaï Matveïev-Bodry (ru). Plusieurs poètes connus font partie de sa famille, comme Ivan Еlagin et Novella Matveïeva (ru).
En mars 1919, après le début de guerre civile, Nikolaï Matveïev émigre définitivement avec sa femme et ses quatre jeunes enfants au Japon. Il y meurt dans la ville de Kobe le 8 février 1941 (selon d'autres sources, le 10 février), à l'âge de 75 ans. Il y est enterré dans le cimetière étranger.

## Ouvrages
- (ru) Стихотворения, пародии, подражания (сборник стихов) [« Poèmes, parodies, imitations (recueil de vers) »], Saint-Pétersbourg,‎ 1903 ;
- (ru) Уссурийские рассказы (сборник прозы) [« Récits d'Oussourisk (recueil de proses) »], Moscou, Типография Т-ва И. Д. Сытина,‎ 1904 ;
- (ru) Краткий исторический очерк г. Владивостока [« Court essai historique sur la ville de Vladivostok »], Vladivostok, Типография Н. П. Матвеева,‎ 1910.